# Convergenza (multimedialità)
La convergenza, in ambito multimediale, è l'ibridazione, resa possibile dalla tecnologia digitale, di tanti strumenti atti ad erogare informazione. Convergenza significa utilizzare una sola interfaccia per tutti i servizi di informazione: educazione, sorveglianza, commercio, servizi bancari, intrattenimento, ricerche, medicina, ecc.

## Evoluzione concettuale
Nicholas Negroponte è tra i creatori della teoria della convergenza che presuppone che la tecnologia digitale permetterà la creazione di interfacce chiamate nel suo "essere digitale" segretario personale che sarà in grado di discriminare in modo automatico le informazioni che ci interessano spostando i confini geopolitici delle zone abitate.
Graham Murdock parla di Convergenza dei sistemi di comunicazione o per meglio dire "convergenza delle tecnologie mediatiche". Negli anni Ottanta c'è stato il boom dell'accesso a più contenuti multimediali, grazie all'introduzione del videoregistratore e della tv via cavo e satellite. Il personal computer ha portato con sé i videogiochi e i CD-ROM. La digitalizzazione delle telecomunicazioni ha reso più agevole la connessione in rete dei pc e l'introduzione della televisione digitale. È dagli anni 1990che si diffonde l'idea che tutte queste tecnologie mediatiche avrebbero potuto convergere. Oggi la digitalizzazione ha fatto grandi passi; disponiamo di numerosi dispositivi per usufruire di contenuti digitali. La crescita del multitasking ha permesso la combinazione di Internet, radio, tv e altro.
Henry Jenkins intende per Convergenza, il flusso dei contenuti su più piattaforme, la cooperazione tra più settori dell'industria dei media  e il migrare del pubblico alla ricerca continua di nuove esperienze di intrattenimento.

## Descrizione
La libera circolazione di informazioni a profilo ritagliato su misura del fruitore farà sì che si mettano in evidenza pregi e difetti del territorio immediatamente locale in base alla qualità della vita del micro-territorio e dall'altro lato che si mettano in evidenza i grandi interessi di carattere globale legati agli eventi e alle zone di interesse economico e turistico.  Questa dicotomia tenderà a modificare in modo radicale e molto veloce i confini di stato così come li conosciamo ora mettendo in evidenza i pregi del micro-territorio locale e del macro-territorio globale.
Sono cinque le leggi che regolano la convergenza:
- tutte le informazioni possono essere convertite in forma digitale e soggette alla convergenza;
- la convergenza è la base della multimedialità ed elimina la distinzione fra i mezzi di comunicazione;
- la natura stessa della convergenza rende obsoleta in partenza l'imposizione di qualsiasi regola artificiale;
- la convergenza ha le sue proprie regole naturali;
- la convergenza è indipendente dai confini dello Stato.